# Menschenjagd (1941)
Menschenjagd (Originaltitel Man Hunt) ist ein US-amerikanischer Thriller von Fritz Lang mit propagandistischen, antinazistischen Untertönen aus dem Jahre 1941. Walter Pidgeon und Joan Bennett sind in den Hauptrollen besetzt, George Sanders, John Carradine und Roddy McDowall in tragenden Rollen. 

## Handlung
Sommer 1939. Unweit von Adolf Hitlers Berghof bei Berchtesgaden liegt der passionierte britische Großwildjäger Alan Thorndike im alpinen Gehölz, den „Führer“ im Fadenkreuz seines ungeladenen Gewehrs. Er zielt und zieht den Abzug durch. Es macht „klick“. Thorndike lacht kurz auf und „grüßt“ Hitler höhnisch mit einer Handbewegung. Da kommt ihm eine Idee: Wie wäre es, wenn er Hitler erschießen würde? Thorndike lädt eine Patrone und zielt erneut. Ein Blatt fällt auf seinen Gewehrlauf und verzögert das Attentat wiederum für einige Sekunden. Als Thorndike zum dritten Mal anlegt, stürzt sich von hinten ein für die Sicherheit Hitlers abgestellter Wachsoldat auf ihn. Der Schuss löst sich unkontrolliert.
Thorndike gerät in deutsche Gefangenschaft und wird Major Quive-Smith, wie Thorndike ein begeisterter Jäger, vorgeführt. Dieser verhört ihn, zunächst gentlemanlike, sozusagen von Jäger zu Jäger. Thorndike erklärt, dass er auf Hitler nur aus „sportlichem Ehrgeiz“ gezielt, aber nie beabsichtigt habe, ihn zu töten. Quive-Smith verlangt daraufhin von Thorndike, eine Erklärung zu unterschreiben, der zufolge Thorndike von der britischen Regierung den Auftrag erhalten habe, Hitler zu ermorden. Als er sich diesem Ansinnen verweigert und sich über Hitler lustig macht, wird er aus dem Zimmer geführt und gefoltert. Thorndike droht im Falle seines Todes mit ernsthaften politischen Konsequenzen, da sein Bruder, Lord Risborough, ein ranghoher Diplomat sei. Daraufhin entschließt sich Quive-Smith, ihn fortzuschaffen und von einem Felsen stoßen zu lassen. Es soll wie ein tödlicher Unfall eines Bergwanderers aussehen. Doch Thorndikes Ranzen verfängt sich in einem Baum und bremst seinen Absturz ab.
Thorndike kann aus Deutschland entkommen und setzt sich mit Hilfe des englischen Kabinenjungen Vaner auf einem dänischen Schiff in die britische Heimat ab. Doch die Gestapo ist ihm in der Person des ominösen „Mr. Jones“ dicht auf den Fersen und verfolgt jeden seiner Schritte. In London trifft sich Jones mit deutschen Agenten und bespricht das weitere Vorgehen, während Thorndike in der Wohnung der jungen, attraktiven Jerry Stokes unterkommt. Sie leiht ihm Geld und verspricht ihm, ihm zu helfen. Thorndike will als Erstes seinen Bruder treffen, um ihm von den Ereignissen in Deutschland zu berichten. Wegen der Appeasement-Politik Neville Chamberlains ist Thorndike von einer Auslieferung an das Deutsche Reich bedroht, er plant seine Flucht nach Afrika. Jerry erweist sich mehr und mehr als echte Stütze, und beide verlieben sich ineinander.
Unterdessen ist Quive-Smith in London angekommen, um die „Menschenjagd“ auf Thorndike zu leiten. Thorndike wird in einer Londoner U-Bahn-Station von Jones gestellt, und es kommt zum Kampf, bei dem Jones stirbt, als er auf die unter Stromführung stehenden Schienen stürzt. Da Jones mit Thorndikes Pass in das Vereinigte Königreich eingereist ist, wird der Tote für Thorndike gehalten. Jerry und Thorndike trennen sich vorübergehend; eine Trennung, die beiden sehr schwerfällt. Thorndike taucht in einer Höhle nahe dem beschaulichen Küstenstädtchen Lyme Regis unter, wo er sicherer als in dem von deutschen Agenten durchsetzten London ist. Dort will er drei Wochen warten, bis Jerry einen Brief an ihn schickt, in dem steht, ob die Luft inzwischen rein ist. Jedoch wartet Quive-Smith bereits in Jerrys Wohnung auf sie. Als Thorndike drei Wochen später die Höhle verlässt, um Jerrys Brief abzufangen, muss er entsetzt feststellen, dass der Brief stattdessen von Quive-Smith stammt. Dieser folgt ihm zu seinem Versteck und verschließt den Eingang. Thorndike sitzt jetzt in der Falle. Nur ein winziges Loch ermöglicht noch eine Kommunikation zwischen Thorndike und seinem Verfolger.
Quive-Smith versucht, Thorndike zu täuschen und behauptet, Jerry sei aus dem Fenster „gesprungen“, wohl nicht ganz freiwillig, weil sie seine Adresse nicht habe herausrücken wollen. Zutiefst schockiert und wütend zugleich, gibt Thorndike schließlich zu, dass er Hitler damals tatsächlich habe töten wollen und verspricht, eine dementsprechende Erklärung zu unterschreiben. Doch Thorndike will damit nur Zeit schinden. Die Zeit, die Quive-Smith benötigt, um den Eingang wieder freizulegen, bastelt der in der Höhle Gefangene an einer provisorischen Waffe. Major Quive-Smith wiederum beabsichtigt, Captain Thorndike gleich nach der Unterzeichnung endgültig zu erledigen. Doch dieser kommt ihm zuvor und tötet Quive-Smith mit seinem eilig gebastelten Pfeil und Bogen. Dabei wird auch Thorndike durch einen Schuss aus der Waffe des sterbenden Quive-Smith verwundet.
Inzwischen ist der Krieg ausgebrochen, und Captain Thorndike meldet sich bei der Royal Air Force, um das zu vollenden, was ihm im Sommer 1939 noch nicht gelang. Mit einem Fallschirm und einem erstklassigen Gewehr springt er über Deutschland ab.

## Produktionsnotizen

### Veröffentlichung, Hintergrund
Die Uraufführung von Menschenjagd fand am 13. Juni 1941 statt, also rund ein halbes Jahr vor dem Kriegseintritt der USA. In weiten Teilen Europas lief der Film erst kurz nach Kriegsende im Mai 1945 an.
Dem Film lag der Roman Rogue Male von Geoffrey Household zugrunde.
Die Filmbauten stammen von Richard Day und Wiard Ihnen, die Ausstattung übernahm Thomas Little.
In einigen Szenen, in denen George Sanders seinen Untergebenen Anweisungen erteilt bzw. mit Ludwig Stössel Schach spielt, spricht er in der Originalfassung Deutsch.
Aufgrund von Anweisungen des Hays Code mussten Szenen, in denen Captain Thorndike gefoltert wird, entschärft werden. Jetzt ist aus dem Off nur noch sein schmerzerfülltes Stöhnen zu hören und sein Schattenumriss zu sehen, während die Kamera auf Sanders hält.

### Neuverfilmung, weitere Filme Langs gegen Hitlerdeutschland
Eine Neuverfilmung dieses Stoffs entstand 1977 unter dem Vorlagetitel Rogue Male für das britische Fernsehen. Die Pidgeon-Rolle übernahm Peter O’Toole, dessen Charakter hier allerdings einen anderen Namen (Robert Hunter) trägt.
Dieser Film war der erste von vier expliziten Anti-NS-Filmen, die Lang von 1941 bis 1946 drehte. Die Filme spielen hauptsächlich in Europa und handeln vom Widerstand ganz normaler Bürger gegen die Nationalsozialisten. Sie fordern in zunehmendem Maße das Eingreifen der USA beziehungsweise der Alliierten. Die Titel der weiteren Filme lauten:
- 1943: Auch Henker sterben (Hangmen Also Die!)
- 1944: Ministerium der Angst (Ministry of Fear)
- 1946: Im Geheimdienst (Cloak and Dagger)

## Kritik
Zeitgenössische wie spätere Kritiken lobten den Film wegen seiner Intensität und der zahlreichen Spannungsmomente.
Das Lexikon des Internationalen Films schrieb: „Die Story ist natürlich erfunden, das aber sehr geschickt und logisch. […] Ein Fritz-Lang-Film von 1941: spannend inszeniert, mit teilweise beklemmend echter Atmosphäre, auch darstellerisch über dem Durchschnitt“.
Der Movie & Video Guide schrieb: „Farfetched yet absorbing drama of man attempting to kill Hitler, getting into more trouble than he bargained for. Tense, well-done“. (Ein weit hergeholtes, aber fesselndes Drama über einen Mann, der versucht, Hitler zu töten, und dabei in größere Schwierigkeiten gerät, als er erwartet hatte. Spannungsgeladen, gut gemacht.)
Halliwell’s Film Guide charakterisierte den Film wie folgt: „Despite hilarously inaccurate English backgrounds, this is perhaps it’s director’s most vivid Hollywood thriller, though watered down in tone from the original novel“. (Trotz unglaublich ungenauer englischer Hintergründe ist dies vielleicht der lebendigste Hollywood-Thriller des Regisseurs, wenn auch im Ton gegenüber dem Originalroman abgeschwächt.)
„Bereits 1941 erfaßt Fritz Lang den Abgrund des Holocaust als singuläres Verbrechen in der Moderne, den Jean-François Lyotard 1983 in Le Différend, einem der bedeutendsten und einflußreichsten philosophischen Werke der zweiten Hälfte des 20. Jahrhunderts, zum Ausgangspunkt seiner Untersuchung gemacht hat. Lyotard geht hierin auf das Dilemma ein, vor das Revisionisten und Holocaust-Leugner die Gerichte regelmäßig stellen, wenn es um den Nachweis der Absolutheit ('Endlösung') des Verbrechens und der Existenz der Gaskammern als Instrumente einer vollständigen Vernichtung geht. In ein solches Dilemma stößt uns auch Lang mit Man Hunt, lange noch bevor er selbst überhaupt von einer 'Endlösung' und den Gaskammern wissen konnte. Es ist die Situation Walter Pidgeons gegen Ende in der Höhle: Ein geliebter Mensch (Joan Bennett) verschwindet einfach. Ist sie tot? Der mögliche Täter (George Sanders) ist der einzige, der ihre Vernichtung bezeugen kann. Das Indiz für die Tat liefert allein Sanders selbst (den pfeilartigen Pin, den Pidgeon Bennett zuvor geschenkt hatte). Mit dem restlosen Verschwindenlassen seines Opfers merzt der Täter jegliche Zeugenschaft für seine Tat, außer seiner eigenen, aus, denn er weiß: Beweisbarkeit ist schwächer als Wahrheit.“